# فرودگاه بوسکوبل
فرودگاه بوسکوبل (به انگلیسی: Boscobel Airport) (به زبان بومی: Boscobel Municipal Airport) یک فرودگاه همگانی بهره‌برداری هوایی است که یک باند فرود آسفالت دارد و طول باند آن ۱۵۲۴ متر است. این فرودگاه در شهر بوسکوبل، ویسکانسین کشور ایالات متحده آمریکا قرار دارد و در ارتفاع ۲۰۵ متری از سطح دریا واقع شده‌است.